# Abbaye de Weingarten
L'abbaye de Weingarten ou abbaye Saint-Martin est une ancienne abbaye bénédictine située sur le Martinsberg en Allemagne à Weingarten, dans le Bade-Wurtemberg.

## Première fondation
Welf Ier de Bavière fonde une abbaye bénédictine en 1056 sur le Martinsberg dominant le village d'Altdorf, héritage de sa mère. Le nom de Weingarten (jardin de vigne, ou vigne) est documenté à partir de 1123. Le village d'Altdorf change de nom en 1865, devenant Weingarten, comme l'abbaye.
L'abbaye est une fondation de l'abbaye d'Altomünster. C'est à Weingarten que se retire Henri IX de Bavière, après son abdication en 1226. Il est inhumé dans l'église abbatiale.
Les moines se spécialisent dans la copie de manuscrits et de miniatures. Le Sacramentaire de Berthold est un chef-d'œuvre de cette époque (1217) et la Chronique des Guelfes est remarquable (1190).
D'autres ont réalisé de nombreux dessins d'abbayes. On peut citer des ouvrages comme ceux du Père bénédictin Gabriel Bucelin (1599-1681). Durant ses voyages il a réalisé un journal agrémenté de dessins d’abbayes. Celles-ci sont conservées à la bibliothèque du Land de Bade-Wurtemberg à Stuttgart. Il fut prieur de Saint-Jean de Feldkirch (Vorarlberg) (Autriche), qui dépendait de l’abbaye de Weingarten.
L'abbaye devient abbaye impériale (Reichsabtei) en 1274, ce qui lui donne un statut ecclésial indépendant. Ses domaines immenses s'étendent sur 306 kilomètres carrés, du lac de Constance à Allgäu, avec des forêts, des vignes et d'innombrables champs, faisant de cette abbaye, l'une des plus riches d'Allemagne du sud. L'église romane est remplacée par une église baroque, dont la construction s'étend de 1715 à 1724. Elle est richement ornée, notamment par les fresques de Côme-Damien Asam. Ceci marque le tournant du baroque vers le rococo en Allemagne méridionale. L'église abbatiale Saint-Martin (de) est élevée au rang de basilique mineure en 1956 par le pape Pie XII.
L'abbaye est confisquée et sécularisée en 1803 selon les lois napoléoniennes. Elle est attribuée à la Maison d'Orange-Nassau, puis à la couronne de Wurtemberg. Elle est transformée en caserne et en fabrique.

## Seconde fondation
Les Bénédictins de la Congrégation de Beuron rachètent les bâtiments en 1922 et refondent l'abbaye avec d'autres moines de l'abbaye d'Erdington (en), près de Birmingham. Ils sont malheureusement expulsés d'Allemagne en 1940 par les autorités nationales-socialistes, hostiles à leurs idées. Ils reviennent en 1945.
Le jour du pèlerinage avec la procession du Saint-Sang (Blutritt) est un temps fort de l'année pour l'abbaye et la ville.
Les moines pratiquent alors deux rites catholiques, le rite romain (ou latin) et le rite byzantin.
En octobre 2010, les quatre derniers moines bénédictins, en l'absence de relève, quittent le monastère.

## Description
Par ses dimensions impressionnantes (102 m de long, transept de 44 m), l'abbatiale bénédictine, construite entre 1715 et 1724, dispute à Ottobeuren le premier rang parmi les églises baroques d'Allemagne.

La façade encadrée par deux courtes tours et la présence au carré du transept d'un dôme élevé sur un tambour percé de larges fenêtres trahissent une influence italienne transmise par Salzbourg. Les perspectives intérieures sont amplifiées par l'élan des tribunes passant à mi-hauteur dans les ouvertures des piles-cloisons, d'une facture caractéristique de l'école du Vorarlberg.
L'orgue de chœur a été commandé en 1722 et le grand orgue réalisé, de 1736 à 1750, par le facteur d'orgues allemand Joseph Gabler.

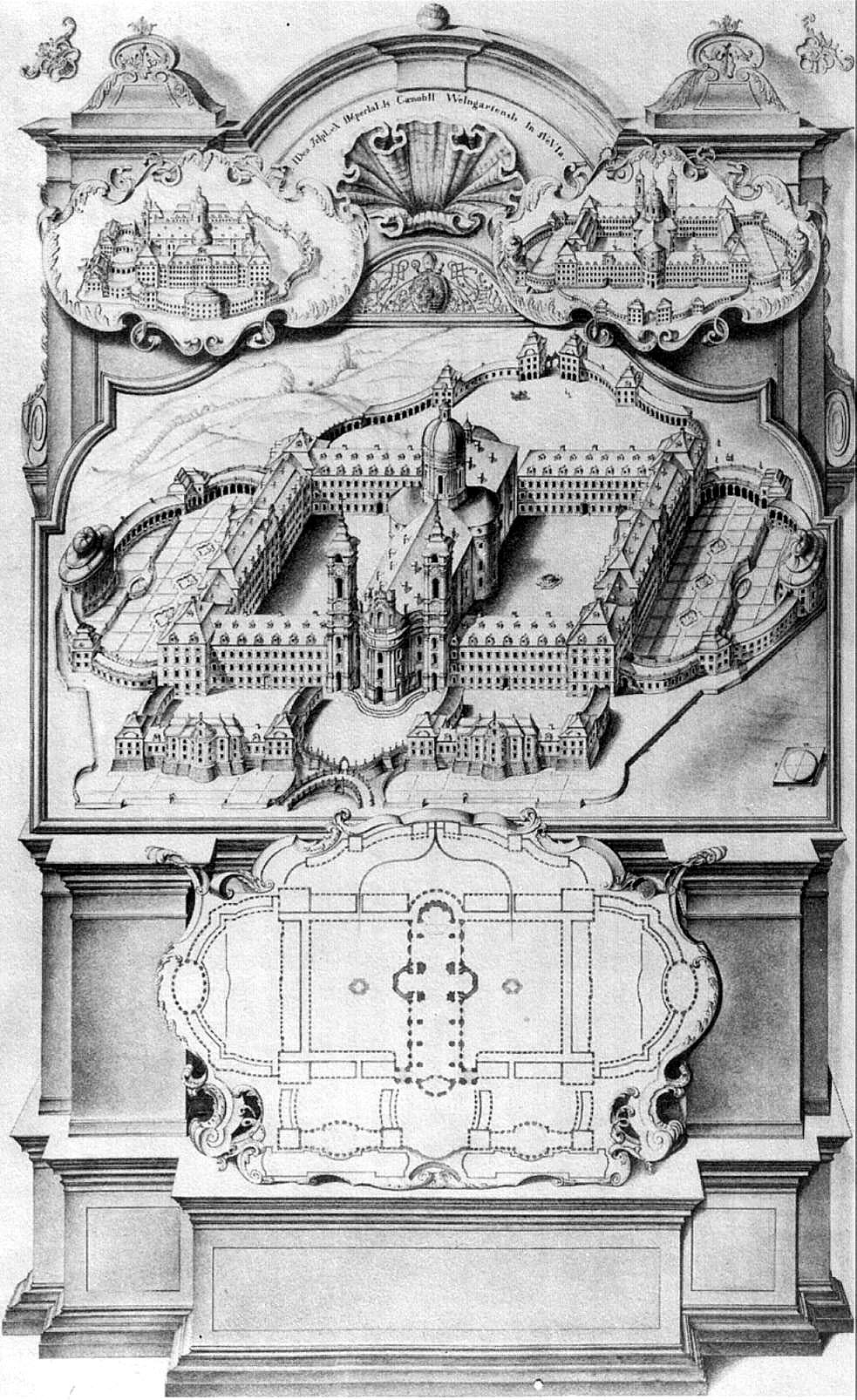
Plan idéal de l'abbaye en 1723.
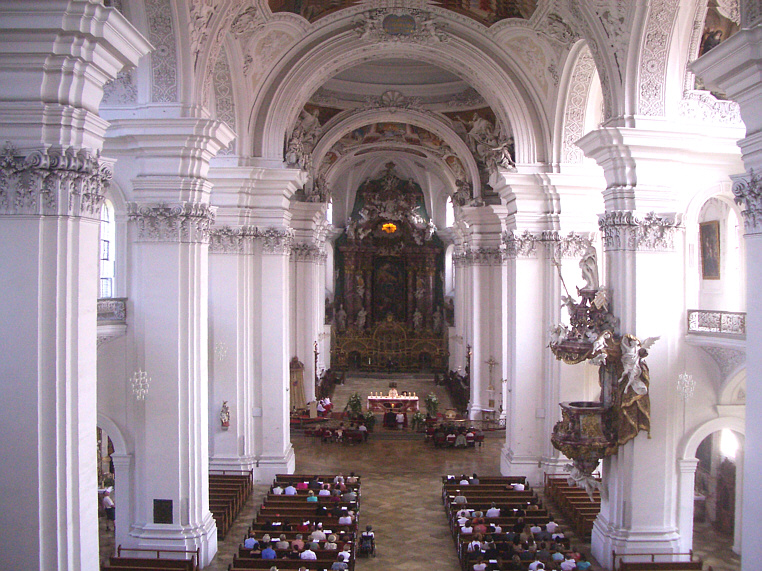
Vue de la nef de la basilique.
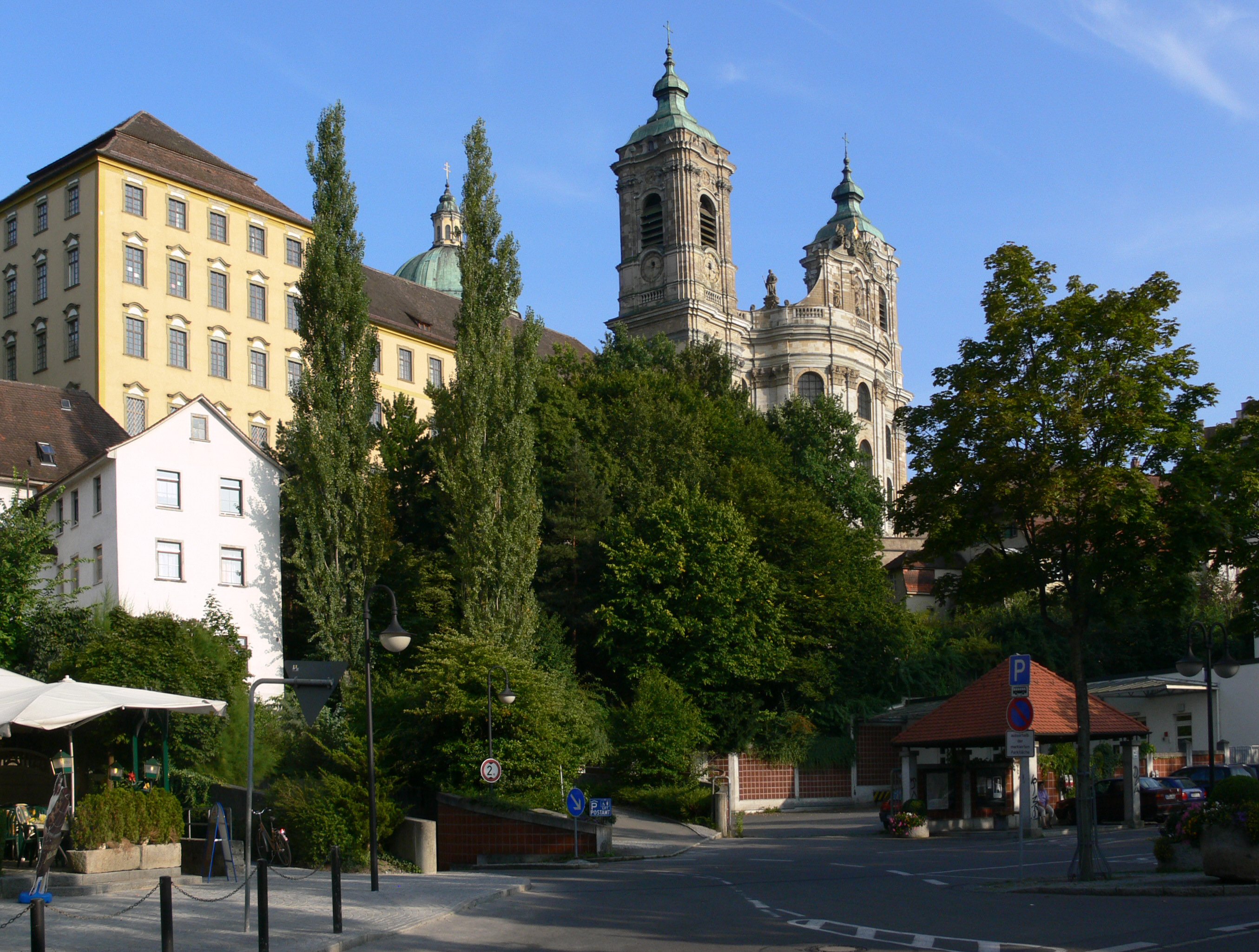
Vue de l'abbaye.
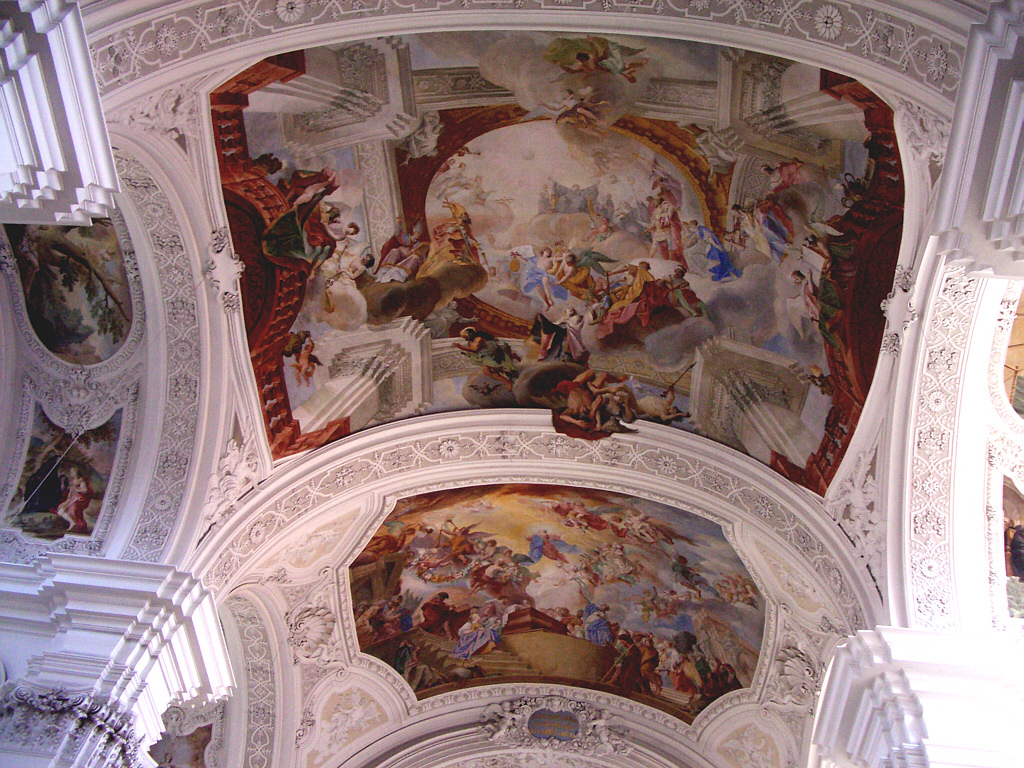
Les plafonds de la basilique par Asam.
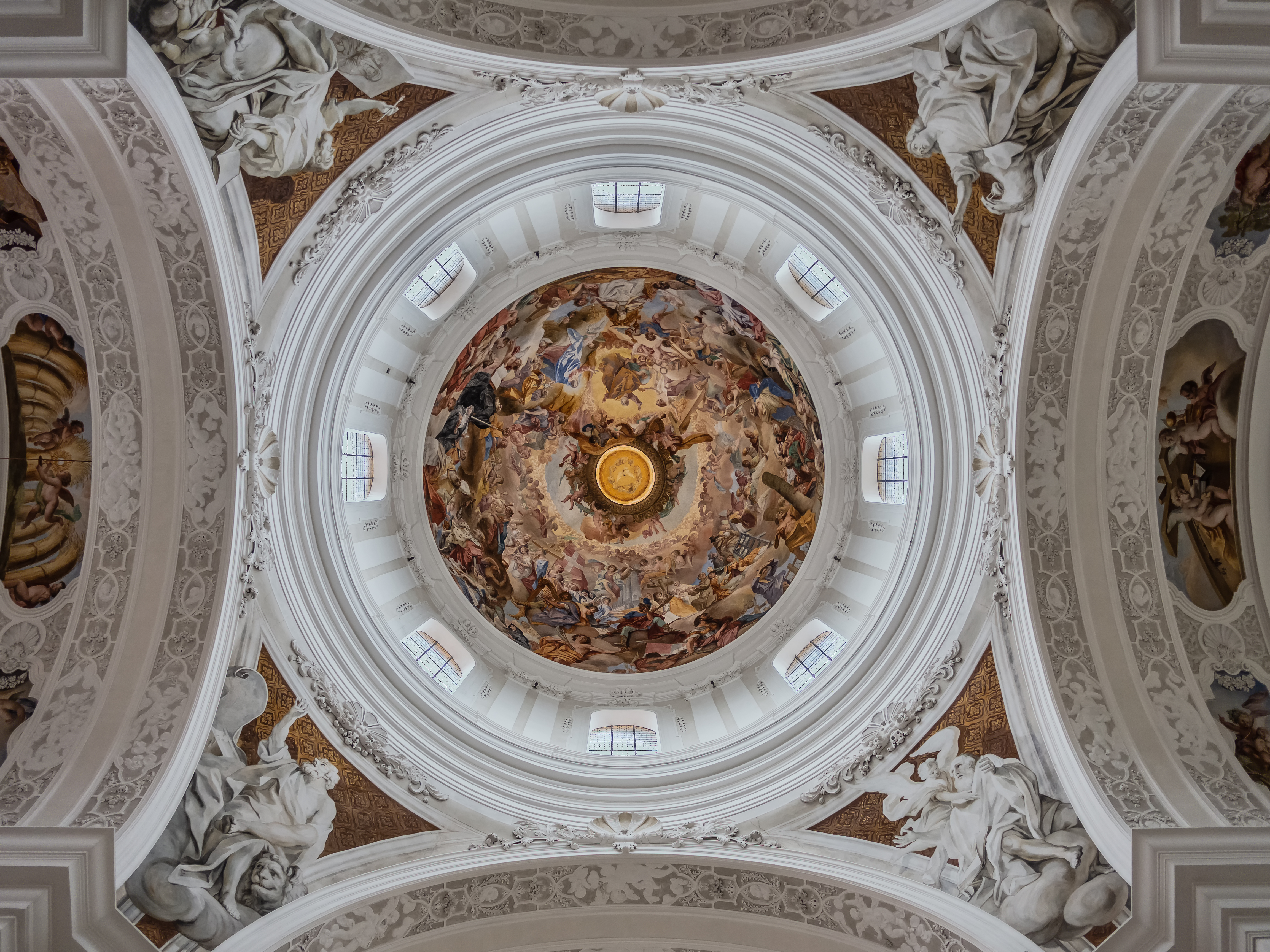
Les plafonds de la croisée du transept et de la coupole.